# كتاب البلهان
كتاب البلهان من أغرب الكتب التي يشح ذكرها في المصادر العربية «كتاب البلهان» الذي جمعه عبد الحسن الأصفهاني في القرن الرابع عشر الميلادي، وكتاب العجائب هذا مليء بالرسوم الطلسمية (talismanic) التي شاعت مع علوم السحر والعلوم الغيبية في ذلك الزمان.
من أغرب أجزاء الكتاب تصويراته المدهشة والجميلة لملوك الجن بالألوان، وتنتشر في صوره الطلاسم والرموز التي يتطلب فهمها معرفة بتقاليد السحر والشعوذة والعوالم الخفية السائدة في ذاك الوقت. وترى مثلاً رسم إبليس سيد الشياطين ومشاهير الجن كالملك الأسود والملك الأحمر (حاكم المريخ) وصور تمثل الجن وهم يخطفون البشر أو يسببون لهم الكوابيس أثناء النوم، وليس أقل طرافة منها الجني «شمهورش» الشهير الذي يقضي ويحكم في عالم الجن.
ألف الكتاب وأُعد في بغداد في نهايات القرن الرابع عشر ميلادي عندما كانت بغداد تحت حكم السلطان أحمد الجلائري (وهو من عشيرة مغولية حكمت العراق وما حوله قرابة قرن من الزمان). والمؤلف يدعي أن مواد الكتاب هي للفلكي والرياضي الشهير أبو معشر البلخي (Albumaser). أما الرسومات والتعليقات فهي من رسم وعمل عبد الحسن الأصفهاني نفسه.
ويرى البعض أن كتاب البلهان هو من أعمال السحر والشعوذة، مثله في ذلك مثل كتاب «شمس المعارف الكبرى» الأكثر شهرة بين الناس، وقد يكون هذا صحيحاً جزئياً. إلا أن قيمة الكتاب من الناحية التاريخية تكمن في تمثيله للجزء النادر من التفكير الشعبي والأدب المختص بالغيب والعوالم الموازية في ذلك الزمان. ورغم أن كثيراً من رسوماته خرافية تماماً إلا أنها تمتاز بالندرة والغرابة ولها جمال خاص عند بعض المؤرخين.

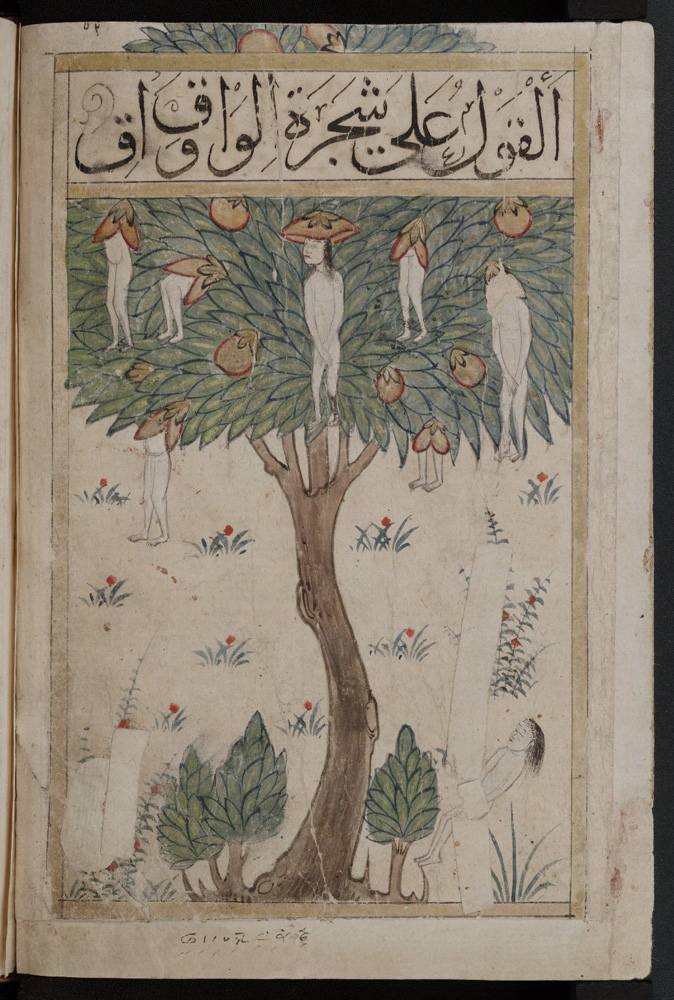
ذكر جزر الواق واق في كتاب البلهان

ومما ذكر في الكتاب قصص ممتعة عن جزر الواق واق التي يوجد فيها شجر له ثمر يشبه النساء كما رسمه في الصورة ويرجع سبب تسميتها بجزر الواق واق هو وجود ثمار على هيئة رؤوس نساء تتدلى بشعور طويلة معلقة بأغصان أشجارها إذا نضجت سقطت ومر الهواء بتجاويف فيها فتسمعها تقول واق واق.

## معرض صور

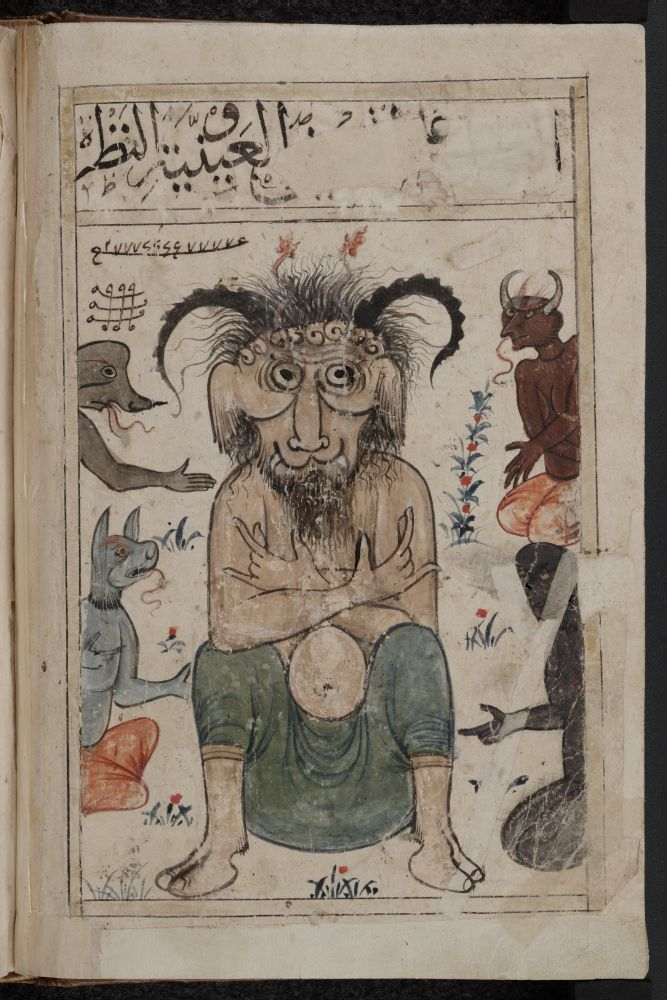
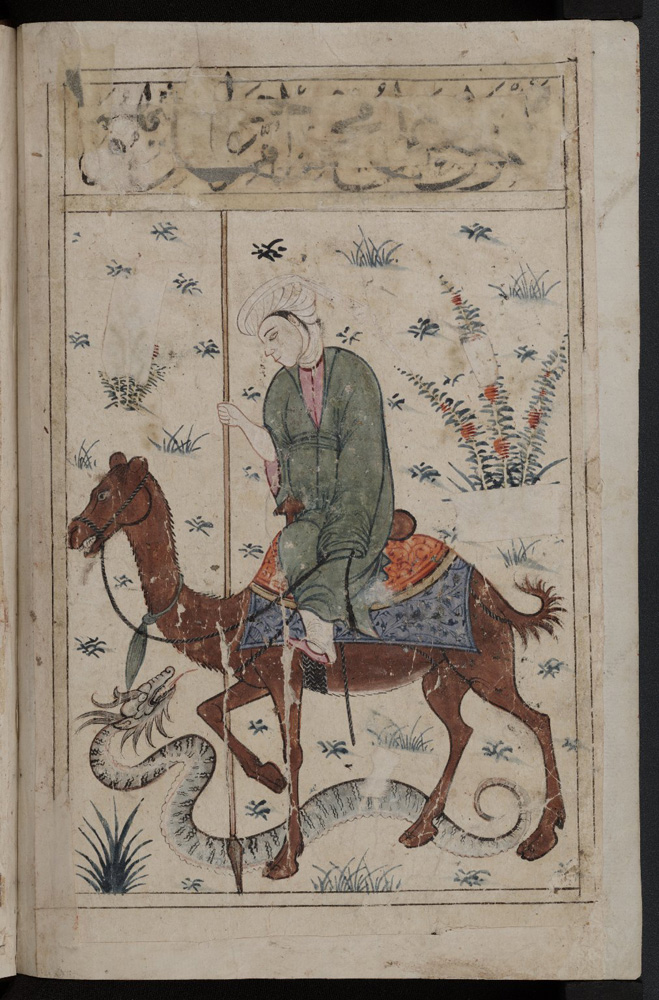
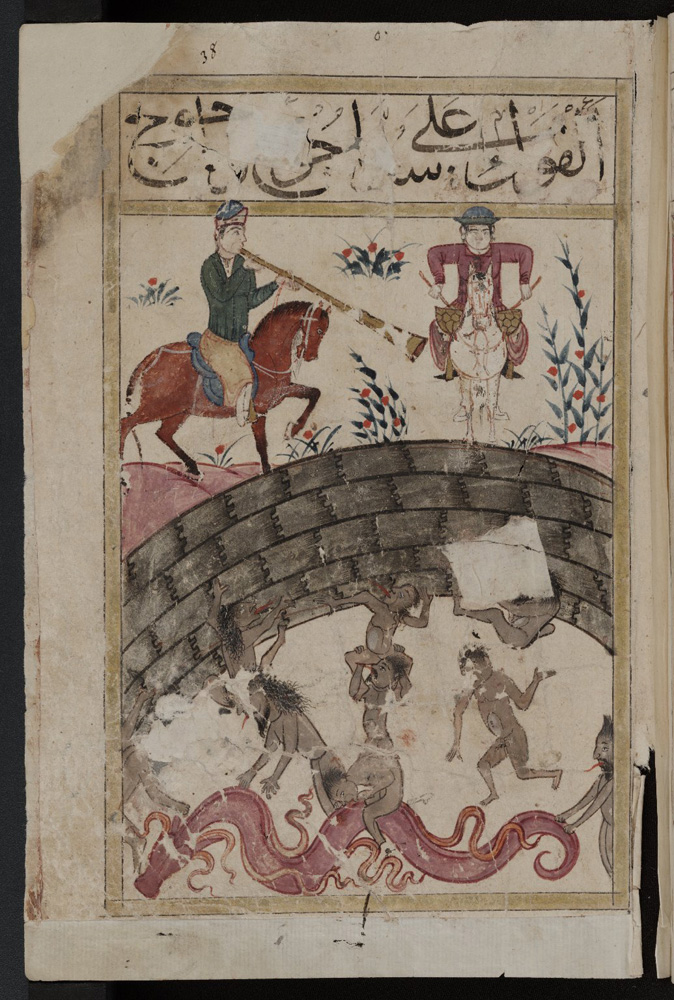
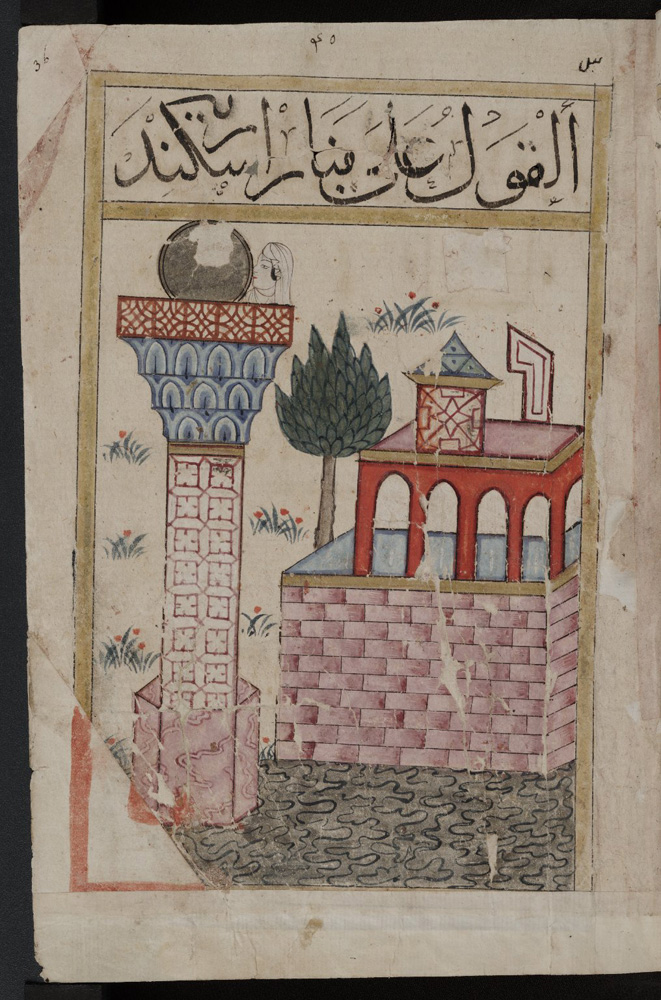
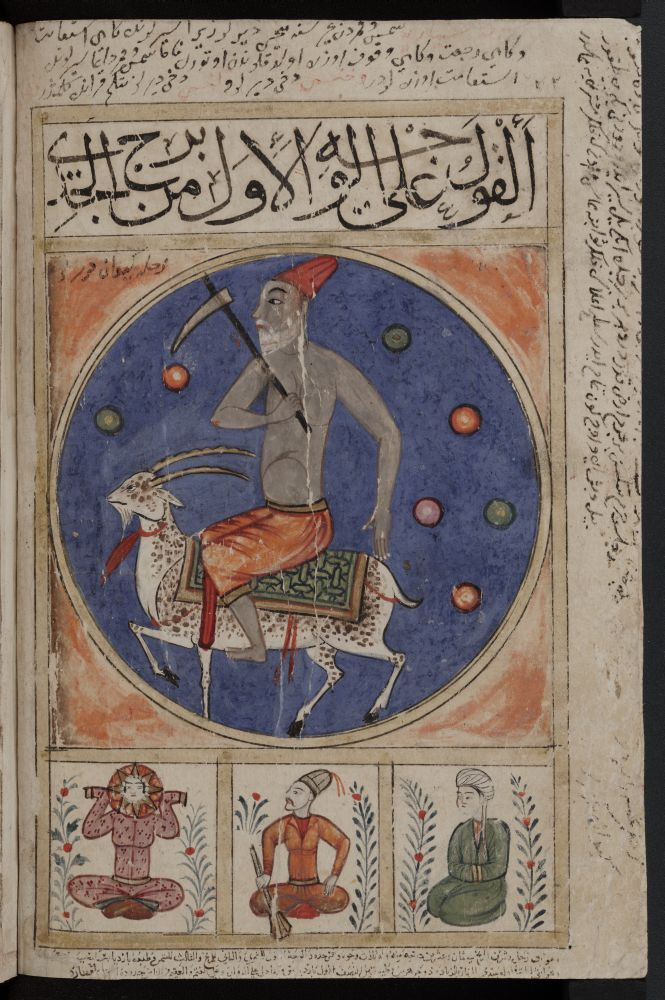
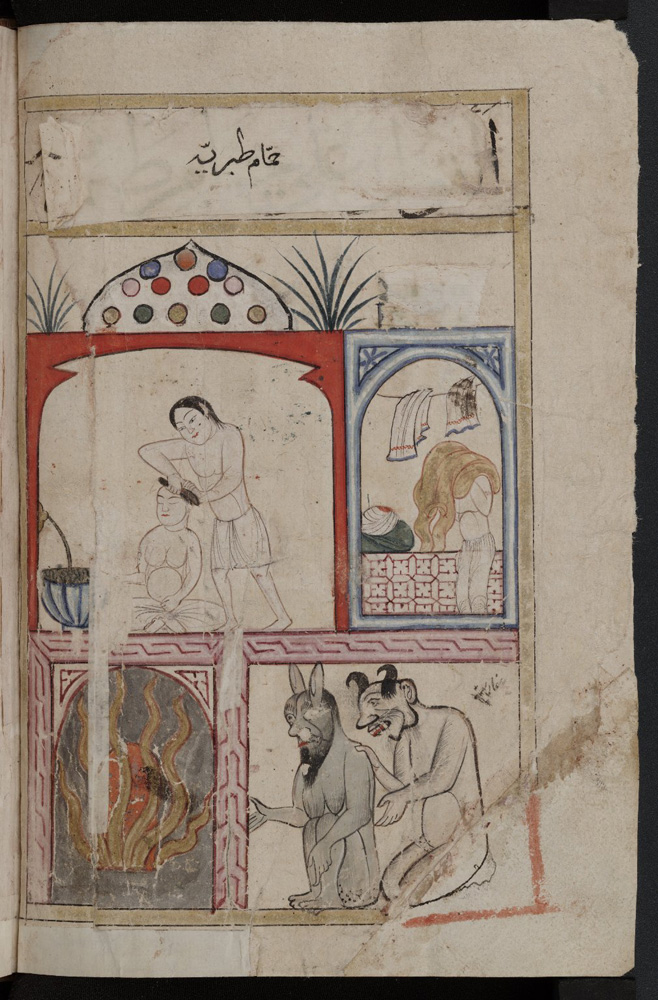